# Melithreptus
Melithreptus là một chi chim trong họ Meliphagidae.